# الدشرة (قلعة السراغنة)
الدشرة  (بالإنجليزية: EDDACHRA)‏ هي جماعة قروية تابعة لإقليم قلعة السراغنة ضمن جهة مراكش تانسيفت الحوز بالمغرب. بلغ مجموع عدد سكان  الدشرة حسب إحصاءات 2004 حوالي 6754 نسمة يعيشون في 1032 أسرة.

## إحصاء عام
| السنة | عدد السكان | عدد الأسر | عدد الأجانب |
| ----- | ---------- | --------- | ----------- |
| 1994  | 5652       | 833       | °°°°        |
| 2004  | 6754       | 1032      | 0           |